# El Coyote (cantante)
José Angel Ledesma Quintero  (1 de noviembre de 1970, Mazatlán, Sinaloa) más conocido como "El Coyote", es un cantante mexicano de banda sinaloense.

## Vida
Ledesma creció en un pueblo llamado Coyotitán, Sinaloa. Antes de que el planeara ser artista musical, quería ser jugador profesional de béisbol. Lo que lo hizo viajar a Mazatlán, Sinaloa; la capital de las bandas sinaloenses de grandes estrellas. Aquí es donde poco a poco comenzó a recibir el apodo de "El Coyote". En 1989, debutó en La Original Banda El Limón, dejando de lado por un momento sus sueños de ser beisbolista  profesional. 
La música se convirtió en su prioridad, y al cumplir los 19 años pasaría a formar parte de la primera generación de vocalistas de banda sinaloense, haciendo su propio estilo y textura de música que salió natural con su voz. El Coyote también formó parte de la Banda La Costeña y Banda Los Recoditos. Grabó varios discos como vocalista con estos grupos. En 1997, El Coyote grabó un disco con Los Recoditos que no fue lanzado en ese momento. Antes de iniciar su carrera en solitario, había grabado el disco "Me lo contaron ayer" con La Original Banda El Limón, lanzado en 1997. El disco grabado con la Banda Los Recoditos para Musart, fue lanzado en 2004 como "Mis corridos escondidos". Banda Los Recoditos había regrabado las mismas canciones con otro vocalista y lo lanzó en 1997 en un álbum titulado "El nylon". Finalmente, en diciembre de 1997, Ledesma debuta en su primer disco en solitario, "Aquí me quedaré" con EMI.
José Ángel Ledesma Quintero es el intérprete principal y vocalista de El Coyote y su Banda Tierra Santa. El Coyote y su Banda Tierra Santa están con el sello discográfico Universal Music Latin Entertainment, y anteriormente Univision Music Group. El Coyote nació en Sinaloa, pero se crio en Mexicali, la capital de Baja California. Algunos de sus principales éxitos incluyen "Piquites de hormiga", "Árboles de la barranca", "Me dicen El Coyote", "Sufro", "Cuando regreso a tus brazos", "Amor pajarito", "Te soñe", "Para impressionarte", "Linda doctora", "Besitos en el cuello", "Y si te robo" y muchos más.

## Discografía
- 1997 Aquí me quedaré (Primer álbum)
- 1998 Concesión
- 1999 Profundamente
- 1999 El amo
- 2000 Te soñe
- 2001 Cuando regreso a tus brazos
- 2002 Puras rancheras
- 2002 El amor no tiene edad
- 2003 El rancho grande
- 2004 Si te vuelves a enamorar (Último álbum en EMI)
- 2005 Suspiros (Primer álbum en Fonovisa)
- 2005 Décimo aniversario
- 2006 Prohibido
- 2007 La carretera del amor
- 2007 La ley de la vida
- 2008 El Polo Norte
- 2009 Levanta tu vuelo (Último álbum en Fonovisa)
- 2011 Escuela de la vida (Primer álbum en ISA Music)
- 2012 Como una huella digital
- 2014 Aluciné
- 2015 Loco romántico